# Clarktown (Ohio)
Clarktown es un lugar designado por el censo ubicado en el condado de Scioto en el estado estadounidense de Ohio. En el Censo de 2010 tenía una población de 958 habitantes y una densidad poblacional de 180,78 personas por km².

## Geografía
Clarktown se encuentra ubicado en las coordenadas 38°51′2″N 82°54′31″O / 38.85056, -82.90861. Según la Oficina del Censo de los Estados Unidos, Clarktown tiene una superficie total de 5.3 km², de la cual 5.29 km² corresponden a tierra firme y (0.1%) 0.01 km² es agua.

## Demografía
Según el censo de 2010, había 958 personas residiendo en Clarktown. La densidad de población era de 180,78 hab./km². De los 958 habitantes, Clarktown estaba compuesto por el 97.08% blancos, el 0.31% eran afroamericanos, el 0.63% eran amerindios, el 0.31% eran asiáticos, el 0% eran isleños del Pacífico, el 0% eran de otras razas y el 1.67% pertenecían a dos o más razas. Del total de la población el 0.31% eran hispanos o latinos de cualquier raza.